# Percina nasuta
The longnose darter (Percina nasuta) là một loài cá thuộc họ Percidae. Nó là loài đặc hữu của Hoa Kỳ.